# Кофлер, Юзеф
Юзеф Кофлер (пол. Józef Koffler, 28 ноября 1896, Стрый, Цислейтания — не позднее 1944, Кросно, Подкарпатское воеводство) — польский композитор-авангардист, музыковед и преподаватель музыки. Известен тем, что был первым польским композитором, который использовал технику додекафонии.

## Биография
Юзеф Кофлер родился 28 ноября 1896 года в Стрые, Австро-Венгрия. В период с 1914 по 1916 годы он учился в Лемберге (Львове), а с 1918 по 1924 год Кофлер изучал музыку в Университете музыки и исполнительского искусства в Вене. Его учителями были Пауль Гренер (нем. Paul Graener) и Феликс Вайнгартнер (нем. Felix Weingartner). С 1928 по 1941 годы Кофлер работал учителем музыки в Львовской консерватории. Среди его учеников был, в частности, польский композитор в изгнании Роман Гаубенсток-Рамат (пол. Roman Haubenstock-Ramati), который учился музыке у Юзефа Кофлера в 1920—23 годах.
Во время немецкой оккупации Кофлер был захвачен вместе с женой и сыном и насильно переселён в гетто в Величке (Польша). Его дальнейшая судьба, в том числе дата, место и обстоятельства смерти неизвестны. В начале 1944 года он и его семья, вероятно, были убиты одной из немецких айнзатцгрупп Кросно (на юге Польши), где он скрывался после ликвидации гетто в Величке.
Большинство из опубликованных записей Кофлера исчезло в период Второй мировой войны, когда композитор умер во время Холокоста. Только две работы среди его многочисленных композиций были опубликованы после войны. Они были изданы Польским музыкальным издательством (пол. Polskie Wydawnictwo Muzyczne). К ним относятся: Струнное трио (произведение 10) и Кантата Любовь (произведение 14). Некоторые из его работ были записаны на грампластинках.

## Список произведений
| Номер произведения | Название                                       | Название в оригинале                                  | Год                  | Инструменты       |
| ------------------ | ---------------------------------------------- | ----------------------------------------------------- | -------------------- | ----------------- |
|                    | Песня невольника                               | Chanson Slave                                         | перед 1918           | фортепиано        |
| 1                  | Две песни Zwei Lieder                          | Zwei Lieder                                           | 1917                 | вокал             |
| 2                  | Увертюра «Ханифа»                              | Uwertura «Hanifa»                                     | утрачено             | оркестр           |
| 3                  | Восточная сюита                                | Suita orientalna                                      | утрачено             | оркестр           |
| 4                  | Идиллия для камерного оркестра                 | Sielanka na orkiestrę kameralną                       | утрачено             | оркестр           |
| 5                  | Струнный квартет                               | Kwartet smyczkowy                                     | утрачено             | камерная музыка   |
| 6                  | 40 польских народных песен                     | 40 polskich pieśni ludowych                           | 1925                 | Фортепиано, вокал |
| 7                  | Музыка к балету                                | Musique de ballet                                     | 1926                 | фортепиано        |
| 8                  | Вымышленная соната                             | Musique. Quasi una sonata                             | 1927                 | фортепиано        |
| 9                  | 15 вариаций на 12 тонов                        | 15 wariacyj szeregu 12 tonów                          | 1927                 | фортепиано        |
| 10                 | Струнное трио                                  | Trio smyczkowe                                        | 1928                 | камерная музыка   |
| 11                 | I Симфония                                     | I Symfonia                                            | 1930                 | оркестр           |
| 12                 | Сонатина                                       | Sonatina                                              | 1930                 | фортепиано        |
| 9a                 | 15 вариаций на 12 тонов                        | 15 wariacyj szeregu 12 tonów                          | 1931                 | оркестр           |
| 13                 | Концерт для Фортепиано                         | Koncert fortepianowy                                  | 1932                 | оркестр           |
| 14                 | Кантата Любовь                                 | Kantata Miłość (Die Liebe)                            | 1931                 | вокал             |
| 15                 | Оперный балет                                  | Balet-oratorium Alles durch M.O.W.                    | 1932                 | вокал             |
| 16                 | Дивертисмент (Малая серенада)                  | Divertimento (Mała serenada)                          | 1931, утрачено       | камерная музыка   |
| 17                 | II Симфония                                    | II Symfonia                                           | 1933                 | оркестр           |
| 18                 | Каприччио                                      | Capriccio                                             | 1936                 | камерная музыка   |
| 19                 | Соната для Фортепиано                          | Sonata fortepianowa                                   | 1935, утрачено       | фортепиано        |
| 20                 | Струнный квартет                               | Kwartet smyczkowy                                     | 1934, утрачено       | камерная музыка   |
| 21                 | III Симфония                                   | III Symfonia                                          | 1935                 | оркестр           |
| 22                 | Четыре поэмы                                   | Quatre poèmes                                         | 1935                 | камерная музыка   |
| 23                 | Вариации на вальс Иоганна Штрауса              | Variations sur une valse de Johann Strauss            | 1935                 | фортепиано        |
|                    | Обработка польских колядок для смешанного хора | opracowania kolęd polskich na chór mieszany           | 1934-1936            | вокал             |
| 24                 | Польская сюита                                 | Suita polska                                          | 1936                 | оркестр           |
|                    | Малая сюита по Анне Магдалене Бах              | Mała suita wg Klavierbüchlein für Anna Magdalena Bach | пр.1937, утрачено    | оркестр           |
|                    | инструментальные Гольдберг-вариации            | instrumentacja Wariacji Goldbergowskich               | 1938                 | оркестр           |
|                    | Генделиана                                     | Händeliana                                            | перед 1940, утрачено | оркестр           |
| 25                 | Радостная увертюра                             | Uwertura radosna                                      | 1940, утрачено       | оркестр           |
| 26                 | IV Симфония                                    | IV Symfonia                                           | 1940                 | оркестр           |
|                    | Четыре пьесы для детей                         | Czotyry dytiaczi piesy                                | перед 1940           | фортепиано        |
| 27                 | Украинских эскизы                              | Ukrajinśki eskizy (Szkice ukraińskie)                 | перед 1941           | камерная музыка   |
|                    | Музыка для сценических драм                    | muzyka do sztuk scenicznych                           | утрачено             | оркестр           |